# Bonan Dolok I (Balige)
Bonan Dolok I is een bestuurslaag in het regentschap Toba Samosir van de provincie Noord-Sumatra, Indonesië. Bonan Dolok I telt 315 inwoners (volkstelling 2010).